# پادشاه کوتا
پادشاه کوتا (انگلیسی: King of Kotha) فیلم درام اکشن هندی مالایالم- زبان، محصول سال ۲۰۲۳ است که کارگردان آن، ابهیلاش جوشی بود و توسط ویفرر فیلمز و زی استودیوز ساخته شد. بازیگران اصلی فیلم را گروه بازیگرانی شامل دولکوئر سلمان، شبیر کالاراکال، پراسانا، گوکول سورش، آیشواریا لکشمی، نایلا اوشا، چمبان وینود خوزه، شامی تیلاکان، ساران، شانتی کریشنا و آنیخا سورندران تشکیل می‌دهند.
فیلمبرداری اصلی در ماه سپتامبر ۲۰۲۲ شروع شد و در ماه فوریه ۲۰۲۳ خاتمه یافت. این فیلم در روز ۲۴ اوت ۲۰۲۳، طی برگزاری جشنواره اونام اکران گردید و نظرات مختلفی را از منتقدان دریافت کرد که نظرات منفی در بین آنها بیشتر بود.